# Èlat
Segons la mitologia grega, Èlat (grec antic: Ἔλατος) va ser un rei d'Arcàdia, fill d'Arcas i de Leanira, o de la nimfa Crisopelia.
Es casà amb Laòdice que li donà quatre fills, Ceneu, Èpit, Isquis i Pereu. Hi ha de vegades un cinquè fill, Estimfal.
El seu pare, en repartir el país, li va cedir la regió del mont Cil·lene, on, segons es deia, havia nascut Hermes. Es traslladà més tard a la Fòcida, on va ajudar els focis en la seva guerra contra els flegieus i fundà la ciutat d'Elatea.